# Leon Kratzer
Leon Kratzer (Bayreuth, 4 febbraio 1997) è un cestista tedesco.

## Palmarès
- Campionato tedesco: 1

Brose Bamberg: 2016-2017
- Campionato francese: 1

Paris: 2024-2025
- Coppa di Germania: 1

Brose Bamberg: 2017
- Coppa di Francia: 1

Paris: 2024-2025
- Leaders Cup: 1

Paris: 2024
- Basketball Champions League: 1

Bonn: 2022-2023
- Eurocup: 1

Paris: 2023-2024